# Eunidia anteflava
Eunidia anteflava là một loài bọ cánh cứng trong họ Cerambycidae.